# Woda uzdatniona
Woda uzdatniona – woda surowa, której cechy naturalne przekraczające dopuszczalne normy, np.: 
- mętność,
- barwa,
- utlenialność wody,
- twardość,
- własności korozyjne,

zostały poprawione w wyniku zastosowania procesów uzdatniania, tj.:
- klarowanie,
- odbarwianie,
- zmiękczanie,
- odgazowywanie,
- odsalanie,
- usuwanie rozpuszczonych substancji organicznych.